# A Great Day for Freedom
A Great Day for Freedom – piosenka angielskiego zespołu Pink Floyd, która pochodzi z albumu studyjnego The Division Bell (1994). 

## Tekst
Słowa tej ballady rockowej odnoszą się do upadku muru berlińskiego, zjednoczenia Niemiec i zmian historycznych, które zaszły w Europie Wschodniej. Jednak niektórzy słuchacze sugerują, że tekst ten to aluzja do ciężkiego partnerstwa Davida Gilmoura i Rogera Watersa. Sam Gilmour stanowczo temu zaprzecza. 
Koniec utworu zawiera bardzo typowe dla Gilmoura solo.